# Doma Vaquera

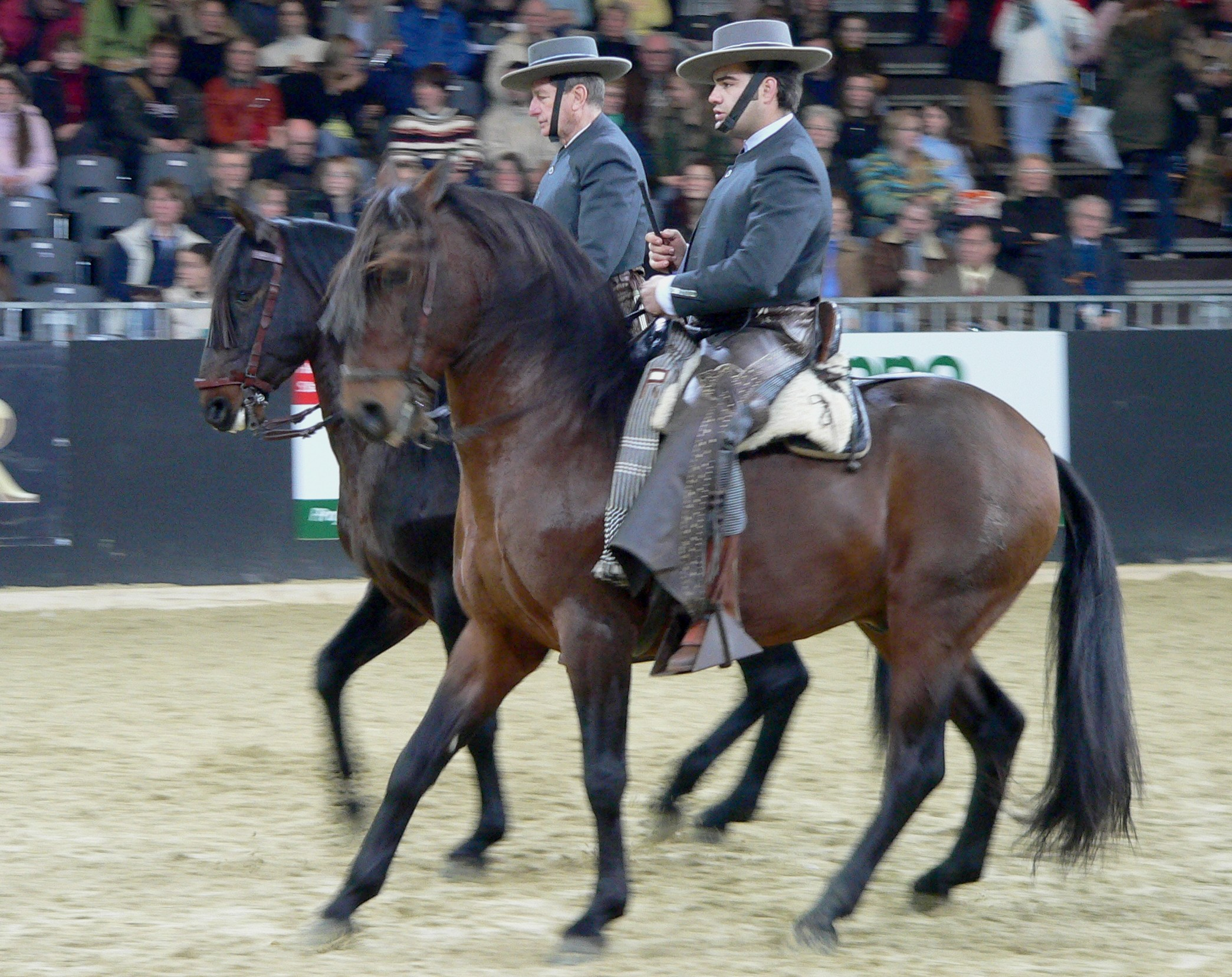
Doma Vaquera

Doma Vaquera este un exercițiu de călărie tradițional din Spania. A apărut cu secole în urmă la fermierii spanioli care au trebuit să-și dreseze caii pentru a putea controla turmele de vite. 
Caii excelează la galop și pas. Se folosesc cai de rasa Andaluz.
Mișcările conțin traversale, piruete, starturi rapide și opriri în galop. 
Călărețul își folosește greutatea și coapsele, frâul jucând aici doar un rol secundar.   
Călărețul folosește o lance de 3.4 m (Garrocha) pentru ca în galop să își dea seama pentru ce se potrivește mai bine vițelul (crescătorie, corrida sau pe masă)
Rapiditatea și agilitatea calului sunt esențiale.
A devenit disciplină de competiție în 1978, după ce au apărut primele competiții de Doma Vaquera la începutul anilor 1970.

## Weblinkuri
- Doma Vaquera engleză Arhivat în 11 decembrie 2005, la Wayback Machine.
- engleză Arhivat în 9 februarie 2006, la Wayback Machine.
- franceză Arhivat în 25 octombrie 2005, la Wayback Machine.
- germană Arhivat în 30 august 2005, la Wayback Machine.